# Varbla (gemeente)
Varbla (Estisch: Varbla vald) is een voormalige gemeente in de Estlandse provincie Pärnumaa. De gemeente telde 805 inwoners (1 januari 2017) en had een oppervlakte van 313,9 km². De hoofdplaats was Varbla.
In oktober 2017 werd Varbla bij de fusiegemeente Lääneranna gevoegd.
De landgemeente telde veertig dorpen. Geen daarvan telt meer dan honderd inwoners.

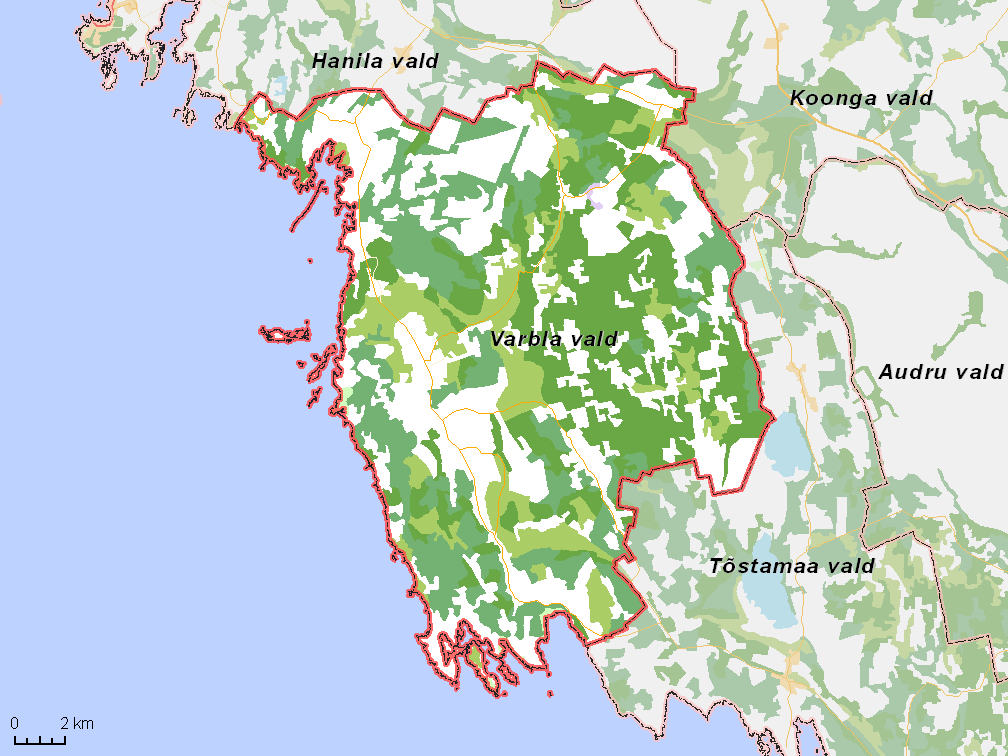
De gemeente met omliggende gemeenten, situatie begin 2017